# Bundesanstalt für Finanzmarktstabilisierung
Die Bundesanstalt für Finanzmarktstabilisierung (FMSA, bis zum 23. Juli 2009 Finanzmarktstabilisierungsanstalt) mit Sitz in Frankfurt am Main ist eine bundesunmittelbare, rechtsfähige Anstalt des öffentlichen Rechts, die am 17. Oktober 2008 durch das Finanzmarktstabilisierungsgesetz und eine nachfolgende Rechtsverordnung gegründet wurde. Sie verwaltete bis Ende 2017 das Sondervermögen Finanzmarktstabilisierungsfonds, das im Oktober 2008 zur Stabilisierung und Rekapitalisierung des durch die Finanzkrise beeinträchtigten deutschen Bankenwesens gegründet wurde. Von Januar 2015 bis Dezember 2017 übernahm die FMSA zusätzlich die Funktion der nationalen Abwicklungsbehörde in Deutschland unter der europäischen Bankenabwicklungsrichtlinie. Außerdem erhob sie in dieser Zeit die Bankenabgabe für den Single Resolution Fund und den Restrukturierungsfonds.
Am 20. Juli 2016 beschloss das Bundeskabinett einen Gesetzentwurf zur Neuordnung der Aufgaben der Finanzmarktstabilisierung (FMSA-Neuordnungsgesetz), nach dem die FMSA zum Jahr 2018 aufgespalten werden soll. Damit gingen zum Jahr 2018 die verbliebenen Beteiligungen des SoFFin auf die Finanzagentur des Bundes über, die bereits die Kreditaufnahme und das Schuldenmanagement für den Bund verantwortet. Der Bereich Nationale Abwicklungsbehörde der FMSA wurde der Bundesanstalt für Finanzdienstleistungsaufsicht (BaFin) angegliedert. Er bewertet unter dem neuen europäischen Aufsichtsregime die Abwicklungsfähigkeit von Banken und entscheidet über die Abwicklung von in Schieflage geratenen Instituten.
Heute übt die FMSA lediglich noch die Rechtsaufsicht über die unter ihrem Dach errichteten Abwicklungsanstalten FMS Wertmanagement (FMS-WM; 2010 gegründet) und Erste Abwicklungsanstalt (EAA; 2009 gegründet) aus, die sogenannten Bad Banks der einstigen Hypo Real Estate Holding AG (HRE) sowie der Westdeutschen Landesbank (WestLB).
Die FMSA ist eine Anstalt des öffentlichen Rechts. Sie unterliegt der Rechts- und Fachaufsicht des Bundesministeriums der Finanzen.

## Hintergrund und Organisation
Die Finanzmarktstabilisierungsanstalt wurde bis Ende 2017 von einem Leitungsausschuss geführt, dessen drei Mitglieder das Bundesministerium der Finanzen im Einvernehmen mit der Deutschen Bundesbank ernannte. Alle wichtigen Entscheidungen trifft jedoch ein Lenkungsausschuss, der auf Grundlage von Vorschlägen des Leitungsausschusses über die Stabilisierungshilfen beschließt. Der Lenkungsausschuss besteht aus je einem Vertreter des Bundeskanzleramtes, der Bundesministerien der Finanzen, der Justiz und für Wirtschaft und Technologie sowie einem Ländervertreter. Zwei Bundesbankvertreter gehören dem Lenkungsausschuss beratend an. In der Anfangsphase (bis zum Juli 2009) war die Anstalt bei der Deutschen Bundesbank angesiedelt, jedoch organisatorisch von ihr getrennt; 21 Mitarbeiter waren für die Anstalt tätig, die vornehmlich aus der Bundesbank kamen.
Unter Leitung des ehemaligen Vorstandschefs der Landesbank Hessen-Thüringen, Günther Merl, nahm der Leitungsausschuss der Anstalt am 27. Oktober 2008 seine Arbeit auf. Als weitere Mitglieder des dreiköpfigen Leitungsausschusses wurden der frühere baden-württembergische Finanzminister Gerhard Stratthaus (CDU) und der ehemalige Chef des Rheinischen Sparkassen- und Giroverbandes, Karlheinz Bentele (SPD) berufen. Bereits zwei Monate nach dem Start trat Karlheinz Bentele Mitte Dezember 2008 von seiner Funktion zurück. Nur einen Monat später hat auch der Vorsitzende des Leitungsausschusses, Günther Merl, mit Wirkung zum 31. Januar 2009 seinen Rücktritt „aus persönlichen Gründen“ erklärt. Nach Presseberichten soll aber eher den Ausschlag gegeben haben, dass zentrale Entscheidungen nicht in dem von ihm geführten Leitungsausschuss, sondern im politisch besetzten Lenkungsausschuss getroffen werden und dann vom Leitungsausschuss nur noch vollzogen werden können. Nachfolger als Vorsitzender wurde Hannes Rehm, Ex-Vorstandsvorsitzender der NordLB. Die weitere unbesetzte Position übernahm Christopher Pleister, früherer Präsident des Bundesverbandes der Volks- und Raiffeisenbanken.
Vom 1. Juli 2011 bis 31. Dezember 2014 war Christopher Pleister Vorsitzender des Leitungsausschusses. Im Dezember 2014 gab die FMSA bekannt, dass Herbert Walter, ehemaliger Vorstandssprecher der Dresdner Bank, am 15. Januar 2015 die Nachfolge von Christopher Pleister antreten wird. Am 1. Januar 2015 trat außerdem Jutta Dönges, die früher bei SEB und Goldman Sachs Deutschland tätig war, in den Leitungsausschuss ein. Am 1. Februar 2016 übernahm Dönges den Vorsitz im Leitungsausschuss von Herbert Walter. Seit November 2016 komplettierte Thorsten Pötzsch, der zuvor die Bereiche Finanzmarktregulierung und nationale sowie internationale Finanzmärkte im Bundesministerium der Finanzen verantwortete, als drittes Mitglied den Leitungsausschuss der FMSA.
Mit der Neuordnung der Aufgaben der FMSA 2018 verblieb einzig Günter Borgel, der dem einstigen Leitungsausschuss bereits seit 1. Juli 2011 angehörte, als neuer Leiter der FMSA. Er wurde am 1. Januar 2020 von Wolf-Dieter von Keil abgelöst. Jutta Dönges wurde am 1. Januar 2018 Geschäftsführerin der Bundesrepublik Deutschland – Finanzagentur GmbH, in die auch die Verwaltung des Finanzmarktstabilisierungsfonds (FMS oder auch SoFFin) integriert wurde. Thorsten Pötzsch wechselte mit dem Aufgabenbereich der Nationalen Abwicklungsbehörde als Exekutivdirektor zur Bundesanstalt für Finanzdienstleistungsaufsicht (BaFin).
Die Finanzmarktstabilisierungsanstalt wird von einem parlamentarischen Kontrollgremium, dem Finanzmarktgremium, kontrolliert, das sich aus neun Abgeordneten des Deutschen Bundestags zusammensetzt. Das Kontrollgremium befragt ebenfalls Vertreter des Bundesfinanzministeriums. Die wöchentlich stattfindenden Sitzungen sind geheim. Die neun Abgeordneten sind:
- Klaus-Peter Flosbach (CDU/CSU)
- Bartholomäus Kalb (CDU/CSU)
- Volkmar Klein (CDU/CSU)
- Fritz Güntzler (CDU/CSU)
- Metin Hakverdi (SPD)
- Hans-Ulrich Krüger (SPD)
- Christian Petry (SPD)
- Roland Claus (Die Linke)
- Gerhard Schick (Die Grünen)

Die der FMSA vom Bundesministerium der Finanzen verordnete Satzung wurde durch Verordnung vom 21. Februar 2011 (BGBl. I S. 271) neugefasst und zuletzt am 20. Dezember 2017 geändert (BGBl. I S. 4019, 4020).